# 3385 Бронніна
3385 Бронніна (3385 Bronnina) — астероїд головного поясу, відкритий 24 вересня 1979 року.
Тіссеранів параметр щодо Юпітера — 3,639.